# Bourg-Saint-Pierre

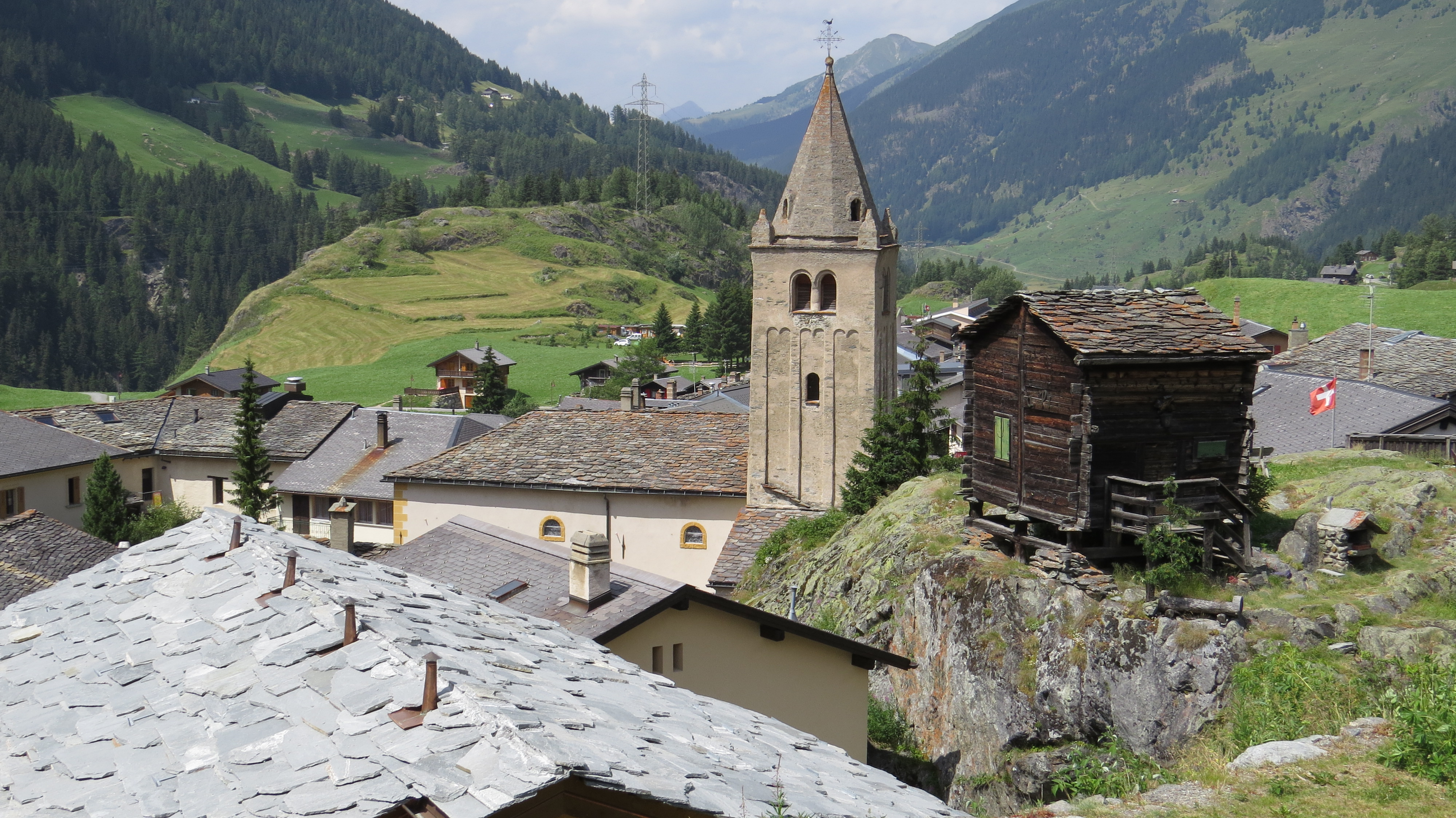
Bourg-Saint-Pierre von Süden

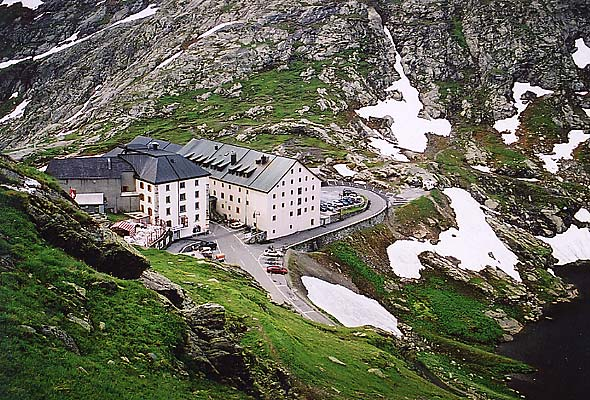
Hospiz auf dem Grossen St. Bernhard

Bourg-Saint-Pierre (deutsch früher St. Petersburg) ist eine politische Gemeinde und eine Burgergemeinde des Bezirks Entremont im französischsprachigen Teil des Kantons Wallis in der Schweiz.

## Geographie
Das Dorf befindet sich im Val d’Entremont. Im Westen grenzt die Gemeinde an Orsières, im Norden an Liddes und im Osten an Val de Bagnes. Im Süden liegt die Schweizer Staatsgrenze zu Italien.
Zur Gemeinde Bourg-Saint-Pierre gehört der Pass Grosser St. Bernhard und das Hospiz auf dem Grossen St. Bernhard. Auf dem Gemeindegebiet befindet sich auch der Anfang der etwa 6 km langen durchgängig lawinensicher überdachten Zufahrtsstrasse zum südlich bei Bourg-Saint-Bernard gelegenen Nordportal des Grosser-St.-Bernhard-Tunnels an der Schweizer Hauptstrasse 21 im Zuge der Europastrasse 27.
Zwei Jahre vor der Eröffnung des Tunnels eröffnete an dessen Nordportal das Skigebiet Super Saint Bernard den Betrieb. Das Skigebiet verfügte über eine Umlaufkabinenbahn auf den Col de Menouve sowie den Skilift «Plan du Jeu» der Firma POMA, welcher einen Westhang erschloss. Das Skigebiet war dank Nordabfahrt bekannt für ihre lange Betriebszeiten teils bis im Juni. Weder am Beginn der letzten Betriebssaison am 5. Dezember 2009, noch an deren Ende am 11. April 2010 war bekannt, dass die Bahn danach nie mehr laufen würde. Noch am zweiten April waren 2287 Personen transportiert worden, in der ganzen Saison fuhren 53801 Personen bergwärts und 153 talwärts. Es gab danach die Idee zum Bau einer Lodge auf dem Pass, Stand 2022 hatte das Kantonsgericht noch keinen Entscheid in Sachen Naturschutzwürdigkeit des Gebietes gefällt.

## Bevölkerung
| Bevölkerungsentwicklung | Bevölkerungsentwicklung | Bevölkerungsentwicklung | Bevölkerungsentwicklung | Bevölkerungsentwicklung | Bevölkerungsentwicklung | Bevölkerungsentwicklung | Bevölkerungsentwicklung | Bevölkerungsentwicklung | Bevölkerungsentwicklung | Bevölkerungsentwicklung | Bevölkerungsentwicklung | Bevölkerungsentwicklung | Bevölkerungsentwicklung |
| ----------------------- | ----------------------- | ----------------------- | ----------------------- | ----------------------- | ----------------------- | ----------------------- | ----------------------- | ----------------------- | ----------------------- | ----------------------- | ----------------------- | ----------------------- | ----------------------- |
| Jahr                    | 1850                    | 1870                    | 1900                    | 1950                    | 1960                    | 1990                    | 2000                    | 2010                    | 2012                    | 2014                    | 2016                    | 2018                    | 2020                    |
| Einwohner               | 305                     | 400                     | 335                     | 227                     | 524*                    | 200                     | 212                     | 177                     | 198                     | 186                     | 182                     | 198                     | 211                     |

* Tunnelbau